# Blyborat
Blyborat, Pb(BO2)2,H2O, är ett vitt pulver som är svårlösligt i vatten eller sprit, men mera lättlösligt i ättiksyra eller salpetersyra. En vattenlösning hydrolyseras under bildande av andra blyborater. Vid upphettning smälter ämnet till färglös eller gulaktig, starkt ljusbrytande massa.
Blyborat framställs genom fällning i kall, koncentrerad vattenlösning av blynitrat och borax.
Blyborat används inom glastillverkning, där en tillsats av ämnet ger glaset större hårdhet. Det används även som tillsats till celluloid för att minska dess brandrisk, samt som sickativ i fernissa. Blandad med linolja används blyborat som vit oljefärg för t.ex. broar och fartyg eftersom den bildar en färg med stor motståndskraft mot luft och vatten.